# Villeneuve-sous-Pymont
Villeneuve-sous-Pymont é uma comuna francesa na região administrativa de Borgonha-Franco-Condado, no departamento de Jura. Estende-se por uma área de 2,67 km². Em 2010 a comuna tinha 305 habitantes (densidade: 114,2 hab./km²).